# Можаевка (Ростовская область)
Можа́евка — хутор в Тарасовском районе Ростовской области.
Административный центр Войковского сельского поселения.

## География
Хутор Можаевка находится возле границы России с Украиной. Граница в этом месте проходит по реке Деркул, притоку Северского Донца. На противоположном берегу Деркула расположено украинское село Гарасимовка.

## История
Территория хутора Можаевка располагается близ реки Деркул. Расстояние от хутора до окружной станицы составляет 70 верст. Поселение возникло на равнинной территории около балки Токмачёвой. Журналы Войсковой канцелярии сохранили записи, из которых следовало, что по состоянию на 1776 год у полковника Василия Машлыкина на реке Деркул было два хутора, которые носили названия Новый и Рог. Рог был основан в 1737 году. На территории хутора была мельница, которую построил казак Карнила Самойлов, после его смерти она стала собственностью Машлыкина. Произошло это около 1752 года. Сохранившиеся записи 1792 года свидетельствуют о том, что старшина Василий Машлыкин в Митякинском станичном юрте, расположившемся на реке Деркул, владел Роговским хутором с мельницей. В 1780 году Машлыкин был вынужден покинуть эту территорию и перевести имущество и крестьян в другой хутор — Обливский.
Согласно данным 1838 года хутор Можаевка значится в юрте хутора Можаевский, территория которого расположена на левом берегу реки Деркул. Хутор насчитывает 75 дворов. Хутор Рогов значится частью Можаевки, в составе которой также находится бывший хутор Кашлевской. Его территория находилась на левой стороне реки Деркул между хуторами Ушаковым и Роговым. По состоянию на 1838 год у хутора было 7 дворов.

## Население
| 2010 |
| ---- |
| 944  |

## Улицы
| - ул. Береговая - ул. Западная - ул. Заречная - ул. Зелёная - ул. Крутая | - ул. Лесная - ул. Луговая - ул. Мира - ул. Молодёжная - ул. Набережная | - ул. Новая - ул. Песчаная - ул. Светлая - ул. Сосновая - ул. Центральная | - ул. Школьная - ул. Южная, - пер. Вольный - пер. Восточный - пер. Садовый |

## Известные уроженцы
- Можаев, Николай Васильевич (1928—2018) — советский и российский скульптор. Заслуженный художник Украинской ССР.

## Археология
Рядом с Можаевкой находится памятник археологии:
- Курганная группа «Можаевка» (3 кургана) — на северо-западной окраине хутора.